# Arcangelisia
Arcangelisia es un género  de plantas con flores de la familia Menispermaceae. Nativo del este  y sudeste de Asia hasta Nueva Guinea. Comprende 6 especies descritas y de estas, solo 3 aceptadas.

## Taxonomía
El género fue descrito por Odoardo Beccari y publicado en Malesia Raccolta ... 1: 145. 1877. La especie tipo es: Arcangelisia lemniscata Becc.	
Etimología
El nombre del género fue otorgado en honor de Giovanni Arcangeli, botánico y profesor universitario Italiano.

## Especies aceptadas
A continuación se brinda un listado de las especies del género Arcangelisia aceptadas hasta febrero de 2013, ordenadas alfabéticamente. Para cada una se indica el nombre binomial seguido del autor, abreviado según las convenciones y usos:
- Arcangelisia flava (L.) Merr. - raíz de Juan López[3]
- Arcangelisia gusanlung
- Arcangelisia tympanopoda